# Diàleg del Salvador
El Diàleg del Salvador és un dels Evangelis apòcrifs trobats entre els manuscrits de Nag Hammadi, amb textos predominantment gnòstics. Trobem el text a l'últim dels cinc tractats del Còdex III, escrit en copte, i està molt mutilat, per la qual cosa es fa difícil d'entendre. Les parts llegibles indiquen que el contingut general és un diàleg amb Jesús i un recull de dites, d'una manera semblant a l'Evangeli de Tomàs. Es creu que l'autor o autors s'haurien basat en aquest evangeli per a escriure el Diàleg.

## Contingut
No se sap amb exactitud si el títol és originari o és obra d'un recopilador o autor secundari. El text presenta salts i incoherències en la seva redacció, cosa que fa pensar que l'autor va barrejar diverses fonts anteriors. En conjunt, l'escrit pretén probablement explicar en una mena de catecisme doctrinal, encara que no té un discurs teològic elaborat, la interpretació gnòstica del baptisme i de la salvació, i explica l'escatologia en què han de creure els gnòstics. Instrueix també al lector en el que anomena "ordre de salvació" proposat pels gnòstics: buscar, trobar, meravellar-se en aquesta vida i a l'altra, governar i descansar en el repòs dels cels.
Aquest Diàleg conté diversos elements identificables: un mite sobre la creació basat en els capítols 1-2 del Gènesis. Una llista cosmològica tradicional i un fragment d'una visió apocalíptica. El redactor final ha introduït al document una exhortació, una oració, i la instrucció típicament gnòstica sobre el pas de l'ànima pel cel.
Cap part del contingut de l'escrit serveix per a indicar-nos de manera segura la seva data de composició, però es pensa que per la seva teologia i per les citacions que fa del Nou Testament, la seva redacció podria ser datada a la segona meitat del segle ii.